# Premio Maria Moors Cabot
El Premio María Moors Cabot es el más antiguo reconocimiento internacional en el periodismo. Fue fundado en 1938 por Godfrey Lowell Cabot, como homenaje a su esposa. Los premios son administrados por la Escuela de Periodismo de la Universidad de Columbia.

## Selección de los ganadores
Los premios son entregados por los albaceas de la Universidad, por sugerencia del decano de la Escuela de Periodismo. Las nominaciones son recibidas de organizaciones periodísticas e individuos, teniendo un carácter interamericano. El premio es entregado por el presidente de la Universidad, en una ceremonia en el campus de Nueva York. Cada año se escoge a tres o cuatro ganadores, aunque el número puede variar. El criterio de entrega busca evidencia de periodismo excepcional, y compromiso a través de la profesión.

## Ganadores
| Año                                   | Ganadores                         | Medio/Ocupación       | País |
| ------------------------------------- | --------------------------------- | --------------------- | ---- |
| 2017                                  |                                   |                       |      |
| Martín Caparrós                       | Periodista y autor independiente  | Argentina             |      |
| Dorrit Harazim                        | Periodista, redactora y cineasta  | Brasil                |      |
| Nick Miroff                           | The Washington Post               | Estados Unidos        |      |
| Maureen “Mimi” Whitefield             | The Miami Herald                  | Estados Unidos        |      |
| 2018                                  |                                   |                       |      |
| Jacqueline Charles                    | The Miami Herald                  | Estados Unidos        |      |
| Graciela Mochkofsky                   | Escritora, periodista y profesora | Estados Unidos        |      |
| Fernando Rodrigues                    | Reportero, editor y redactor      | Brasil                |      |
| Hugo Alconada Mon                     | Periodista de investigación       | Argentina             |      |
| 2019                                  |                                   |                       |      |
| Angela Kocherga                       | Albuquerque Journal               | Estados Unidos        |      |
| Pedro Xavier Molina                   | Caricaturista político            | Nicaragua             |      |
| Boris Muñoz                           | The New York Times en Español     | Estados Unidos        |      |
| Marcela Turati                        | Periodista y autora               | México                |      |
| Armando.Info (Mención especial)       | Armando.Info (Mención especial)   | Venezuela             |      |
| 2020                                  |                                   |                       |      |
| Ricardo Calderón Villegas             | Periodista de investigación       | Colombia              |      |
| Patrícia Campos Mello                 | Folha de S. Paulo                 | Brasil                |      |
| Stephen Ferry                         | Periodista gráfico                | Estados Unidos        |      |
| Carrie Kahn                           | NPR                               | Estados Unidos        |      |
| 2021                                  |                                   |                       |      |
| Eliane Brum                           | Independiente                     | Brasil                |      |
| Adela Navarro Bello                   | Zeta (semanario)                  | México                |      |
| Mary Beth Sheridan                    | The Washington Post               | Estados Unidos        |      |
| Adriana Zehbrauska                    | Fotoperiodista                    | Estados Unidos Brasil |      |
| 2022                                  |                                   |                       |      |
| Daniel Alarcón                        | Radio Ambulante                   | Perú Estados Unidos   |      |
| Laura Castellanos                     | Independiente                     | México                |      |
| Ioan Grillo                           | Independiente                     | Estados Unidos        |      |
| Daniel Matamala                       | CHV Noticias                      | Chile                 |      |
| Javier Garza Ramos (Mención especial) | Independiente                     | México                |      |

- 2016
  - Rodrigo Abd, Perú
  - Rosental Alves, Estados Unidos
  - Margarita Martínez, Colombia
  - Óscar Martínez, El Salvador
  - Marina Walker Guevara y el equipo de reporteros de los papeles de Panamá, Estados Unidos
- 2015
  - Lucas Mendes, Brasil
  - Raúl Peñaranda, Bolivia
  - Simon Romero, Estados Unidos
  - Mark Stevenson, Estados Unidos
  - Ernesto Londoño, Estados Unidos
- 2014
  - Frank Bajak, Estados Unidos
  - Paco Calderón, México
  - Giannina Segnini, Costa Rica
  - Tracy Wilkinson, Estados Unidos
  - Tamoa Calzadilla, Venezuela
  - Laura Weffer, Venezuela
- 2013
  - Jon Lee Anderson, Estados Unidos
  - Donna de Cesare, Estados Unidos
  - Mauri König, Brasil
  - Alejandro Santos, Estados Unidos
- 2012
  - Teodoro Petkoff, editor del diario Tal Cual, Venezuela
  - Miguel Ángel Bastenier, columnista y editor del diario español El País y profesor de la Fundación Nuevo Periodismo Iberoamericano de Colombia
  - Juan Forero, corresponsal de América del Sur para The Washington Post y de la emisora pública estadounidense National Public Radio
  - David Luhnow, jefe de la oficina de América Latina de The Wall Street Journal.
  - Diario El Universo, Ecuador
- 2011
  - Arizona Daily Star, Estados Unidos
  - Diario de Juárez y Río Doce, México
  - Carlos Dada, El Salvador
  - Jean-Michel Leprince, Canadá
- 2010
  - Tyler Bridges, Estados Unidos
  - Carlos Fernando Chamorro, Nicaragua
  - Norman Gall, Brasil
  - Joaquim Ibarz, España
  - Signal FM, Haití
  - CNN y Anderson Cooper 360°
- 2009 
  - Anthony DePalma, Estados Unidos
  - Christopher Hawley, Estados Unidos
  - Merval Pereira, Brasil
  - Yoani Sánchez, Cuba
- 2008
  - Carmen Aristegui Flores, México
  - Sam Quiñones, Estados Unidos
  - Gustavo Sierra, Argentina
  - Michael Smith, Estados Unidos
- 2007
  - Alfredo Corchado, México
  - José Vales, Argentina
  - María Teresa Ronderos, Colombia
  - Gary T. Marx, Estados Unidos
- 2006
  - Mario Vargas Llosa, Perú
  - Ginger Thompson, Estados Unidos
  - José Hamilton Ribeiro, Brasil
  - Matt Moffet, Estados Unidos
- 2005
  - Miriam Leitão, Brasil
  - Tim Padgett, Estados Unidos
  - Mabel Rehnfeldt, Paraguay
  - S. Lynne Walker, Estados Unidos
  - La Nación, Costa Rica
- 2004
  - Gerardo Reyes Copello, Colombia/Estados Unidos
  - Daniel Santoro, Argentina
  - Elena Poniatowska, México
  - Joel Millman, Estados Unidos
  - Alberto Ibargüen, Puerto Rico/Estados Unidos
- 2003
  - João Antônio Barros, Brasil
  - Raúl Kraiselburd, Argentina
  - Mac Margolis, Estados Unidos
  - Michael Reid, Inglaterra
  - Sociedad de Periodistas Manuel Márquez Sterling, Cuba
- 2002
  - David C. Adams, Estados Unidos
  - Sergio Luis Carreras, Argentina
  - Michèle Montas, Haití
  - Robert J. Rivard, Estados Unidos
- 2001
  - Mónica González, Chile
  - Jorge Ramos Ávalos, Estados Unidos
  - Clovis Rossi, Brasil
  - Sebastian R. Rotella, Estados Unidos
- 2000
  - Eloy O. Aguilar, México
  - Paul Knox, Canadá
  - Francisco Santos Calderón, Colombia
  - Ricardo Uceda, Perú
  - Lloyd Williams, Jamaica
- 1999
  - James McClatchy, Estados Unidos
  - Raúl Rivero, Cuba
  - Linda Robinson, Estados Unidos
  - Juan Tamayo, Estados Unidos
  - Jorge Zepeda Patterson, México
- 1998
  - Jesús Blancornelas, México
  - Edmundo Cruz Vílchez, Perú
  - Andrés Oppenheimer, Estados Unidos
  - William Lawrence Rohter, Jr., Estados Unidos
- 1997
  - Gerardo Bedoya, Colombia
  - José de Córdoba, Estados Unidos
  - Jorge Fontevecchia, Argentina
  - Julia Preston, Estados Unidos
  - Enrique Santos Castillo, Colombia
  - Hernando Santos Castillo, Colombia
- 1996
  - Dudley Althaus, Estados Unidos
  - Ramón Alberto Garza García, México
  - Timothy Jay Johnson, Estados Unidos
  - Eduardo Ulibarri, Costa Rica
- 1995
  - Roberto Eisenmann, Panamá
  - Douglas Farah, Estados Unidos
  - Canute James, Inglaterra
  - Geri Smith, Estados Unidos
  - Rubén Zamora Marroquín, Guatemala
- 1994
  - James Brooke, Estados Unidos
  - Mauricio Funes, El Salvador
  - Susan Meiselas, Estados Unidos
  - Óscar Serrat, Argentina
- 1993
  - Pamela Constable, Estados Unidos
  - Manuel de Dios, Estados Unidos
  - Edward Seaton, Estados Unidos
  - Patricia Verdugo, Chile
- 1992
  - Danilo Arbilla, Uruguay
  - Sam Dillon, Estados Unidos
  - John Dinges, Estados Unidos
  - Gustavo Gorriti, Perú
- 1991
  - Ricardo Arnt, Brasil
  - Gilberto Dimenstein, Brasil
  - Otavio Frias Filho, Brasil
  - Eduardo Gallardo, Chile
  - Alejandro Junco de la Vega, México
- 1990
  - Richard Boudreaux, Estados Unidos
  - Huascar Cajias Kauffman, Bolivia
  - Elsie Etheart, Haití
  - Alma Guillermoprieto, México
  - Carlos Lins da Silva, Brasil
  - Lucia Newman, Estados Unidos
- 1989
  - Felipe López Caballero, Colombia
  - Humberto Rubín Schvartzman, Paraguay
  - Juan M. Vázquez, Estados Unidos
  - Arturo Villar, Estados Unidos
- 1988
  - Nicholas Clark Asheshov, Perú
  - Roberto Civita, Brasil
  - Stephen Kinzer, Estados Unidos
  - Hermenegildo Sábat, Uruguay/Argentina
- 1987
  - Luis Camacho (póstumo), Colombia
  - Guillermo Cano Isaza (póstumo), Colombia
  - Raúl Echavarría Barrientos, Colombia
  - Guy Gugliotta, Estados Unidos
  - Luis Levy, Brasil
  - Roberto Muller, Brasil
  - Paulo Sotero, Brasil
- 1986
  - Darío Arizmendi, Colombia
  - Alfonso Chardy, Estados Unidos
  - Hugh O'Shaughnessy, Inglaterra
  - Julio Rajneri, Argentina
  - Guillermo Sánchez Borbón, Panamá
  - Gavin Scott, Estados Unidos
- 1985
  - Shirley Christian, Estados Unidos
  - Dery Dyer, Costa Rica
  - Richard Dyer, Costa Rica
  - William H. Heath, Estados Unidos
  - Rafael Herrera, República Dominicana
  - Andrew Morrison, Guyana
  - Aldo Zuccolillo, Paraguay
- 1984
  - William Buzenberg, Estados Unidos
  - Ken Gordon, Trinidad y Tobago
  - John Hoagland (póstumo), Estados Unidos
  - Harold Hoyte, Barbados
  - Alister Hughes, Granada
  - Cynthia Hughes, Granada
  - Frank Manitzas, Estados Unidos
- 1983
  - Jack Fendell, Estados Unidos
  - Emilio Filippi, Chile
  - Everett Martin, Estados Unidos
  - Marcel Neidergang, Francia
- 1982
  - Frances Grant, Estados Unidos
  - William R. Long, Estados Unidos
  - Daniel Samper, Colombia
- 1981
  - Karen DeYoung, Estados Unidos
  - Marlise Simons, Países Bajos
  - Stanley Swinton, Estados Unidos
  - Jacobo Timerman, Argentina
- 1980
  - Richard T. Baker, Estados Unidos
  - Guido Fernández, Costa Rica
  - Penny Lernoux, Estados Unidos
  - Alan Riding, Estados Unidos
  - Bill Stewart (póstumo), Estados Unidos
- 1979
  - Leslie Ashenheim, Jamaica
  - Jerry Hannifin, Estados Unidos
  - Andrew Heiskell, Estados Unidos
  - Jeremiah O'Leary, Estados Unidos
  - Juan Zuleta Ferrer, Colombia
- 1978
  - Joseph Benham, Estados Unidos
  - Carlos Castelo Branco, Brasil
  - Robert Cox, Argentina
  - Carl Migdail, Estados Unidos
- 1977
  - Pedro Joaquín Chamorro Cardenal, Nicaragua
  - Jonathan Kandell, Estados Unidos
  - Joseph A. Taylor, Estados Unidos
  - Anita von Kahler Gumpert, Estados Unidos
- 1976
  - Robert U. Brown, Estados Unidos
  - Bernard Diederich, Estados Unidos
  - Germán Ornes, República Dominicana
  - Jorge Remonda-Ruibal, Argentina
- 1975
  - Walter Everett, Estados Unidos
  - Norman Ingrey, Argentina
  - David Kraiselburd (póstumo), Argentina
  - Sam Summerlin, Estados Unidos
  - Enrique Zileri Gibson, Perú
- 1974
  - Donald Bohning, Estados Unidos
  - William Montalbano, Estados Unidos
  - Fernando Pedreira, Brasil
- 1973
  - David Belnap, Estados Unidos
  - Donald Casey, Estados Unidos
  - Diana Julio de Massot, Argentina
- 1972
  - Pedro Beltrán Espantoso, Perú
  - Tom Streithorst, Estados Unidos
  - Arturo Uslar Pietri, Venezuela
- 1971
  - Juan Carlos Colombres, Argentina
  - Georgie Anne Geyer, Estados Unidos
  - Julio Scherer García, México
- 1970
  - Alberto Dines, Brasil
  - John Goshko, Estados Unidos
  - John Harbron, Canadá
- 1969
  - Alceu Amoroso Lima, Brasil
  - Edward W. Barrett, Estados Unidos
  - George Beebe, Estados Unidos
  - Luis Cano, Colombia
- 1968
  - Robert Bellerez, Estados Unidos
  - Alberto Gainza Paz, Argentina
  - Guillermo Gutiérrez, Estados Unidos
  - Argentina Hills, Puerto Rico
  - José Joaquín Salcedo, Colombia
- 1967
  - Peter Aldor, Colombia
  - James Copley, Estados Unidos
  - James Goodsell, Estados Unidos
  - M.F. Nascimento Brito, Brasil
  - Ramón J. Velásquez, Venezuela
- 1966
  - Alberto Cellario, Estados Unidos
  - Agustín Edwards Eastman, Chile
  - Paul Kidd, Canadá
- 1965
  - Gesford Fine, Estados Unidos
  - Roberto Marinho, Brasil
  - Victoria Ocampo, Argentina
  - Paul Sanders, Estados Unidos
- 1964
  - Hugo Fernández Artucio, Uruguay
  - Bertram Johansson, Estados Unidos
  - Enrique Nores, Argentina
  - Virgina Prewett, Estados Unidos
- 1963
  - Germán Arciniegas, Colombia
  - William Barlow, Estados Unidos
  - Jorge Fernández, Ecuador
  - Juan de Onis, Estados Unidos
  - Juan Valmaggia, Argentina
- 1962
  - Raúl Fontaina, Uruguay
  - John R. Herbert, Estados Unidos
  - Rodolfo Junco de la Vega, México
  - John Shively Knight, Estados Unidos
- 1961
  - Alejandro Carrión, Ecuador
  - Fernando Gómez Martínez, Colombia
  - Albert Nevins, Estados Unidos
  - Rómulo O'Farrill Jr., México
  - John O'Rourke, Estados Unidos
- 1960
  - James Canel, Estados Unidos
  - José Dutriz, Jr., El Salvador
  - Rodolfo Luque, Argentina
  - William M. Pepper, Jr., Estados Unidos
  - Eduardo Santos, Colombia
- 1959
  - Ricardo Castro Beeche, Costa Rica
  - Clement Hellyer, Estados Unidos
  - Juan Andrés Ramírez, Uruguay
  - Tad Szulc, Estados Unidos
  - Hernane Tavares de Sá, Brasil
- 1958
  - Emilio Azcárraga Vidaurreta, México
  - Eduardo Cardenas, Estados Unidos
  - Jesús Hernández Chapellín, Venezuela
  - Miguel Ángel Quevedo, Cuba
- 1957
  - Paulo Bittencourt, Brasil
  - Luis Franzini, Uruguay
  - Harry Frantz, Estados Unidos
  - John Shively Knight, Estados Unidos
  - Miguel Lanz Duret, México
  - Carlos Mantilla, Ecuador
  - Roberto Marinho, Brasil
  - Guillermo Martínez Márquez, Cuba
  - Herbert Moses, Brasil
  - John O'Rourke, Estados Unidos
  - René Silva Espejo, Chile
  - James Stahlman, Estados Unidos
  - Tom Wallace, Estados Unidos
- 1956
  - Carl Ackerman, Estados Unidos
  - Jesús Álvarez del Castillo, México
  - Roberto García-Peña, Colombia
  - Herbert Matthews, Estados Unidos
  - David Michel Torino, Argentina
- 1955
  - Pedro Beltrán Espantoso, Perú
  - Breno Caldas, Brasil
  - John Oliver LaGorce, Estados Unidos
  - Roberto Noble, Argentina
  - A. T. Steele, Estados Unidos
- 1954
  - Gabriel Cano, Colombia
  - Sidney Fletcher, Jamaica
  - Danton Jobim, Brasil
  - Carlos Ramírez MacGregor, Venezuela
  - Lloyd Statton, Estados Unidos
- 1953
  - Crede Clahoun, Estados Unidos
  - Carlos Lacerda, Brasil
  - Ismael Pérez Castro, Ecuador
  - Arturo Schaerer, Paraguay
- 1952
  - Antonio Arias Bernal, México
  - Austregésilo de Athayde, Brasil
  - Jorge Délano Frederick (Coke), Chile
  - Jules Dubois, Estados Unidos
  - Juan B. Fernández, Colombia
- 1951
  - Elmano Cardim, Brasil
  - Julio Garzón, Estados Unidos
  - Ramón León, Venezuela
  - Francisco María Núñez, Costa Rica
- 1950
  - John Brogan, Estados Unidos
  - María Constanza Huergo, Argentina
  - Jesús María Pellín, Venezuela
  - Joshua Powers, Estados Unidos
  - Ángel Ramos, Puerto Rico
- 1949
  - Milton Bracker, Estados Unidos
  - Eduardo Rodríguez Larreta, Uruguay
  - José Santiago Castillo, Ecuador
- 1948
  - Manuel Cineros Sánchez, Perú
  - Joseph L. Jones, Estados Unidos
  - Orlando Ribeiro Dantas, Brasil
  - Alfredo Silva-Carballo, Chile
- 1947
  - Carlos Víctor Aramayo, Bolivia
  - Alberto Lleras Camargo, Colombia
  - David Vela, Guatemala
- 1946
  - Grant Dexter, Canadá
  - Lee Hills, Estados Unidos
  - Miguel Lanz Duret, México
- 1945
  - Francisco Chateaubriand, Brasil
  - Luis Teófilo Nuñez, Venezuela
  - Tom Wallace, Estados Unidos
- 1944
  - Carlos Mantilla Ortega, Ecuador
  - Albert McGeachy, Panamá
  - Jorge Pinto, El Salvador
- 1943
  - Pedro Cue, Cuba
  - Rodrigo de Llano, México
  - Edward Tomlinson, Estados Unidos
- 1942
  - Lorenzo Batlle Pacheco, Uruguay
  - Luis Mitre, Argentina
- 1941
  - Paulo Bittencourt, Brasil
  - Sylvia Bittencourt, Brasil
  - Carlos Dávila Espinoza, Chile
  - José Ignacio Rivero, Cuba
- 1940
  - Agustín Edwards McClure, Chile
  - James Irving Miller, Estados Unidos
  - Enrique Santos Montejo, Colombia
  - Rafael Heliodoro Valle, Honduras
- 1939
  - Luis Miró Quesada de la Guerra, Perú
  - José Santos Gollan, Argentina